# Приморский драгунский полк
Приморский драгунский полк — отдельный кавалерийский полк Российской императорской армии, единственный полк регулярной кавалерии на Дальнем Востоке.
Полковой праздник: 29 июня (день святых первоверховных апостолов Петра и Павла). Старшинство: с 24 мая 1869 года. Дислокация: Новокиевское.

## История
- 24 мая 1869 — Для занятия сухопутной границы Южно-Уссурийского края и её охраны, сформирована Уссурийская казачья конная сотня, укомплектованная личным составом из охотников (добровольцев) из Забайкальского и Амурского войск и нижних чинов линейных батальонов, ставшая родоначальницей Приморского драгунского полка[1]..
- 6 января 1881 — Переименована в «Уссурийскую конную сотню», сформирована 2-я сотня.
- 30 апреля 1891 — 1-я и 2-я Уссурийские конные сотни переименованы в 1-ю и 2-ю Приморские.
- 15 марта 1895 — 1-я и 2-я Приморские сотни объединены в Приморский конный дивизион, дивизион из казачьих войск был переведён в армейскую кавалерию.

### Приморский драгунский полк
- 2 мая 1898 — Приморский конный дивизион развернут в драгунский полк четырёхэскадронного состава.
- 29 июня 1898 — В день полкового праздника принятие Штандарта (пожалован 6-го мая 1897)
- 1900 — Приведен в состав шести эскадронов.
- 1900—1902 — Участвовал в Китайском походе.
- 1904—1905 — Участвовал в русско-японской войне.
- 1914 — Командир полка обратился к цесаревичу Алексею Николаевичу с ходатайством о назначении полка в действующую армию.
- 1914—1917 — Участвовал в Первой мировой войне в составе Уссурийской конной бригады (с 1916 дивизии).
- 1 (14) июня 1915 — Под Попелянами форсировал Венту и во встречном бою изрубил 5 германских кавалерийских полков (9-й и 13-й драгунские, 1-й, 2-й и 12-й гусарские). Трофеями приморцев стали: 1 офицер 12-го гусарского полка, 1 офицер 9-го драгунского полка, 48 нижних чинов 9-го и 13-го драгунских полков, 12-го гусарского, 1-го и 2-го лейб-гусарских полков, 69 лошадей, походная кухня и 9 повозок[2]. 5-го июня подразделения полка провели успешный рейд по тактическим тылам противника[3].
- 1917 — Участвовал в походе на Петроград.
- Февраль 1918 — Распущен.
- 1919 — Восстановлен в Приморье для борьбы с большевиками.
- 1920 — Прекратил своё существование.

## Командиры полка
- 28.04.1895 — 25.10.1895 — подполковник И. С. Котов
- 01.11.1895 — 02.07.1896 — подполковник Камсаракан, Аршак Петросович
- 02.07.1896 — 27.02.1897 — полковник Алымов, Аполлинарий Александрович
- 27.02.1897 — 18.07.1898 — подполковник Пятницкий, Николай Петрович
- 14.11.1898 — 26.06.1902 — полковник Познанский, Владимир Станиславович
- 07.09.1902 — 17.04.1906 — полковник Воронов, Павел Павлович
- 17.04.1906 — 12.01.1907 — полковник Плаутин, Николай Сергеевич
- 03.02.1907 — 13.12.1908 — полковник Викгорст, Илиодор Фёдорович
- 15.01.1909 — 17.06.1911 — полковник Лисовский, Северин Фомич
- 17.06.1911 — 12.07.1915 — полковник Слатин, Михаил Николаевич
- 24.07.1915 — 24.10.1916 — полковник Одинцов, Сергей Иванович
- 24.10.1916 — 20.02.1917 — полковник Середин, Константин Хрисанфович
- 17.04.1917 — полковник Шипунов, Николай Иванович
- Декабрь 1917 — Штаб-ротмистр Лещинский (первый выборный командир)
- 1919 — Штабс-ротмистр Семёнов В. С.

## Форма

### Головной убор
Папаха из чёрного меха. Суконный верх мундирного цвета, обшитый крестообразно и по кругу у нижних чинов жёлтой тесьмой, у офицеров — золотым галуном. Спереди на папахе кокарда и над нею золотой знак отличия. Фуражка с верхом оранжевого цвета, околыш тёмно-зелёный. Верхний и средний кант на фуражке — тёмно-зелёные, нижний — оранжевый.

## Известные люди, служившие в полку
- Будённый, Семён Михайлович
- Граф Стенбок-Фермор, Александр Владимирович
- Фриновский, Михаил Петрович
- Эпов, Михаил Васильевич
- Байло, Сергей Ильич
- Ромазанов, Магомет Ханович — полный Георгиевский кавалер, Доброволец Приморского драгунского полка, Уссурийской отдельной конной бригады, 1-го Сибирского корпуса, Русской Императорской Армии, Первая мировая война 1914 — 1917 годов;
- В. Ф. Назимов